# 我孫子駅 (大阪府)
我孫子駅（あびこえき）は、大阪府大阪市住吉区苅田七丁目にある、大阪市高速電気軌道 (Osaka Metro) 御堂筋線の駅。駅番号はM27。
案内表示・駅名標などは「あびこ駅」と平仮名表示に統一されているが、正式表記は漢字の「我孫子駅」であり、乗車券類などに使用されている。

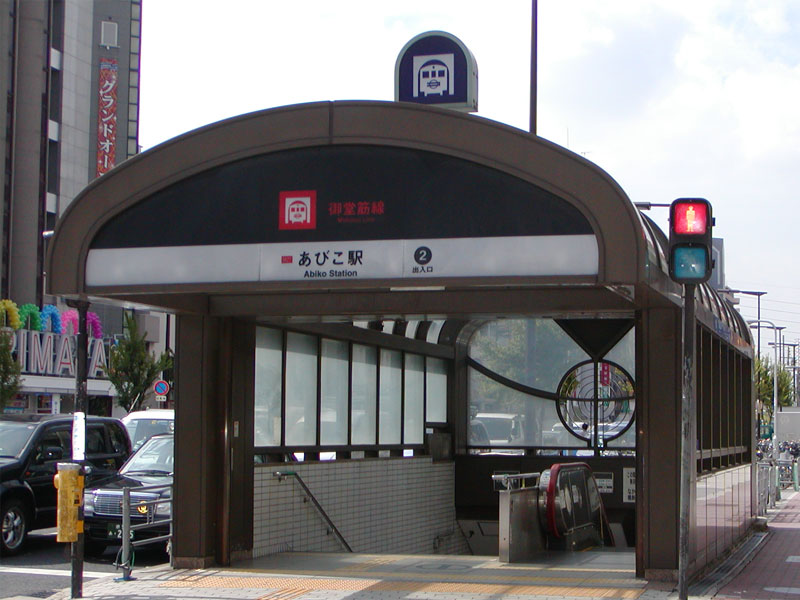
2号出入口（2008年8月）

## 概要
東三国駅から続いた御堂筋線における大阪市内の駅は当駅が最南端となる（南隣の北花田駅からは堺市に入るため）。
主な利用客は、住吉区民のほか、隣の東住吉区民や、松原市天美地区と当駅を結ぶ北港観光バスが乗り入れているため、当該市民などである。
また、1987年（昭和62年）の中百舌鳥駅延伸開業までは、金岡車庫（現在の地下鉄新金岡駅前）より南海バスが乗り入れていた。周囲に鉄道路線が無かった関係で、堺市北花田・新金岡地区からバスを乗り継いで当駅を利用する乗客が多くあった。
当駅始発列車は初発上り1列車（中百舌鳥車庫より回送）と平日朝ラッシュ時8時台の概ね9分間隔に6列車（主に通勤客の着席需要）の計平日7列車、土休日1列車が設定されている。2015年（平成27年）3月までは平日夕方にも数本設定があった。また、長居陸上競技場（最寄駅：長居・西田辺）で大規模なスポーツ競技大会が開催された場合には、天王寺駅発着の列車を当駅まで延長運転する場合がある。また、新淀川付近で行われるなにわ淀川花火大会開催時には中津駅 - 当駅間で臨時列車が運行されている。
毎年2月1日から7日にかけて、吾彦山大聖観音寺（あびこ観音）で「節分厄除大法会」が行われており、期間中は大阪府下から多くの参拝客が訪れ、当駅からJR我孫子町駅付近まで数百店の屋台が立ち並び、車両通行止や歩行者天国等の交通規制が実施され大変な混雑となる。
かつて駅付近に大阪市交通局・我孫子検車場があった（御堂筋線・四つ橋線車両の工場を併設）。その関係で四つ橋線の車両も重要検査を受けるため、大国町駅 - 当駅間で回送列車も走っていた。

## 歴史
- 1960年（昭和35年）7月1日：1号線（現在の御堂筋線）の西田辺駅 - 我孫子駅間延伸時に開業[1]。当時は終着駅だった。
- 1987年（昭和62年）4月18日：御堂筋線が中百舌鳥駅まで延伸[5]。途中駅となる。
- 2018年（平成30年）4月1日：大阪市交通局の民営化により、大阪市高速電気軌道 (Osaka Metro) の駅となる。
- 2021年（令和3年）7月24日：可動式ホーム柵の使用を開始[6]。

## 駅名の由来
周辺の地名「我孫子」および駅西側ある吾彦山大聖観音寺の別名「あびこ観音」による。
案内上の表記が平仮名なのは、千葉県我孫子市の東日本旅客鉄道（JR東日本）我孫子駅との区別ではなく、難読であるため（中百舌鳥駅、難波駅も同様）。

## 駅構造

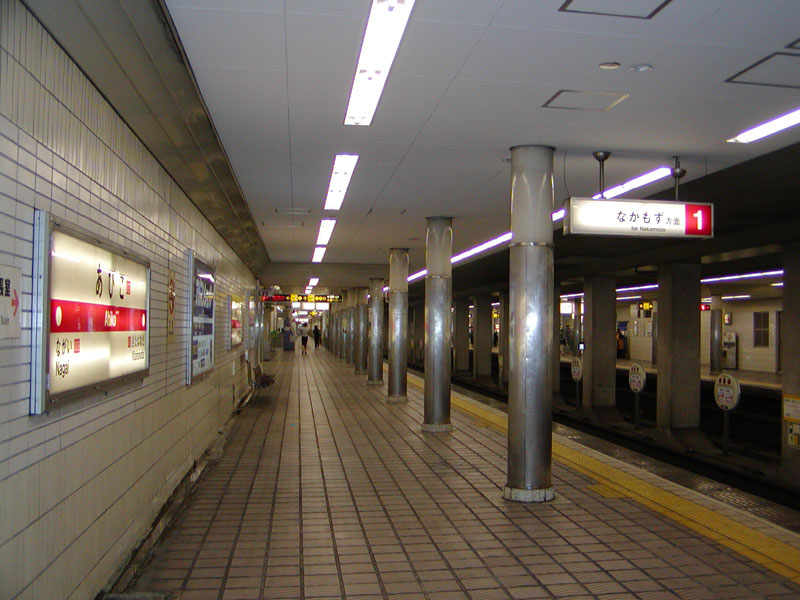
なかもず方面行きホーム（2008年8月、ホーム柵設置前）
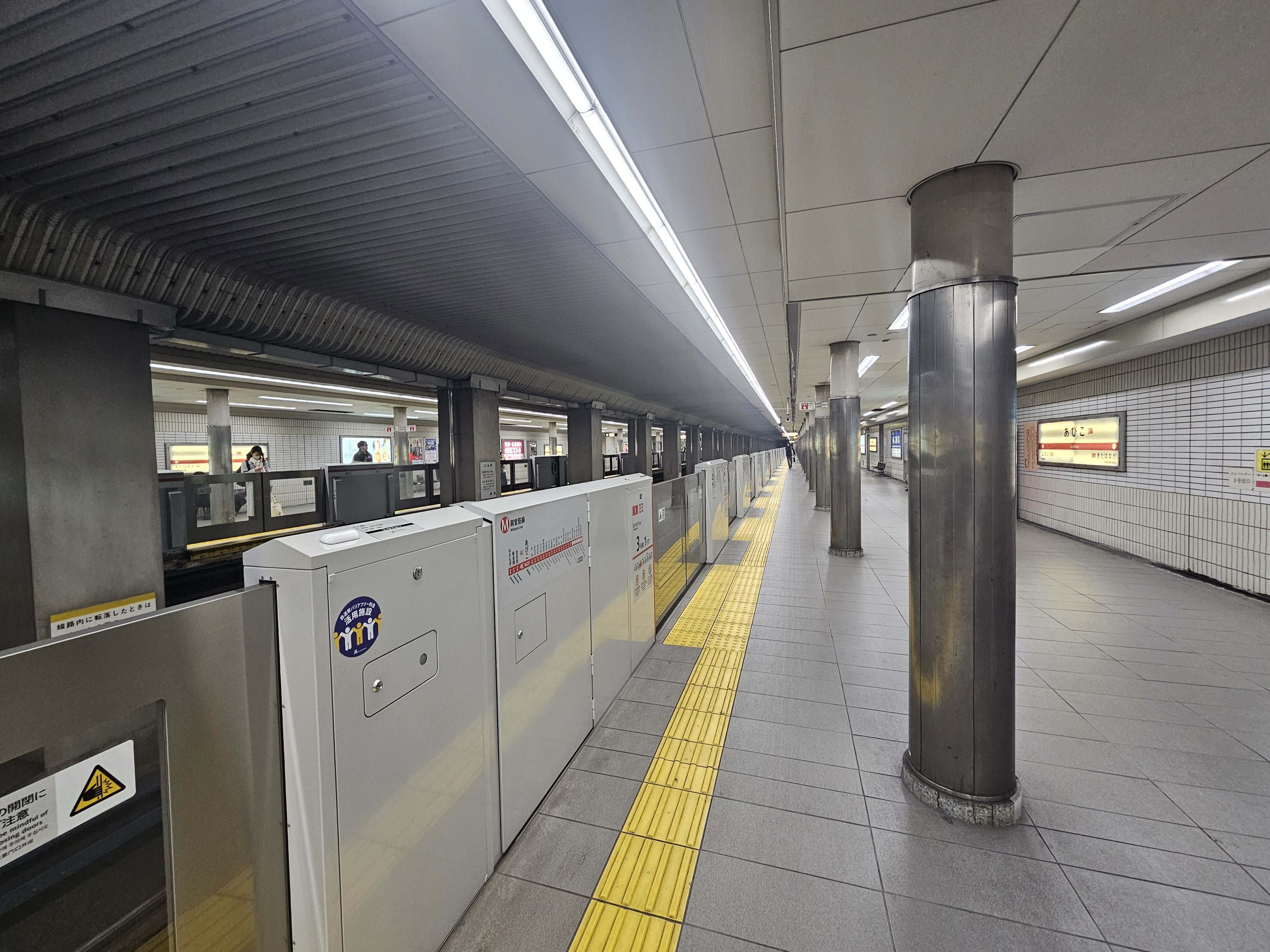
なかもず方面行きホーム（2024年12月、ホーム柵設置後）

相対式ホーム2面2線を有する地下駅。改札口は両ホームそれぞれに中百舌鳥側端とホームほぼ中央、合計4か所にあり、互いのホームは南北2本の連絡通路で結ばれている。北側1号出入口（北行きホーム）に下りエスカレーター、2号出入口（南行きホーム）に上りエスカレーターが、南側3号出入口（北行きホーム）と4号出入口（南行きホーム）にエレベーターがある。
トイレは改札内各ホームにあり、どちらもオストメイトに対応した多機能トイレがある。
建設当初の計画では、相対式ホームを備えた幅員12尺（現在の単位で3.6 m）の高架駅の予定であった。1939年（昭和14年）10月10日に設計変更され、現在の地下式ホームとなっている。
当駅は、天王寺管区駅に所属しており、長居駅の被管理駅である。

### のりば
| 番線 | 路線     | 行先                               |
| ---- | -------- | ---------------------------------- |
| 1    | 御堂筋線 | なかもず方面                       |
| 2    | 御堂筋線 | 天王寺・なんば・梅田・箕面萱野方面 |

### 出口
| 出口番号 | 出口周辺                                              | 接続改札 | 最寄りの番線 | 備考             |
| -------- | ----------------------------------------------------- | -------- | ------------ | ---------------- |
| 1        | シティバスのりば                                      | 北東改札 | 1            |                  |
| 2        | シティバスのりば                                      | 北西改札 | 2            |                  |
| 3        | シティバスのりば                                      | 南東改札 | 1            | エレベーターあり |
| 4        | あびこ観音・AOTS関西研修センター 住吉スポーツセンター | 南西改札 | 2            | エレベーターあり |

## 我孫子検車場

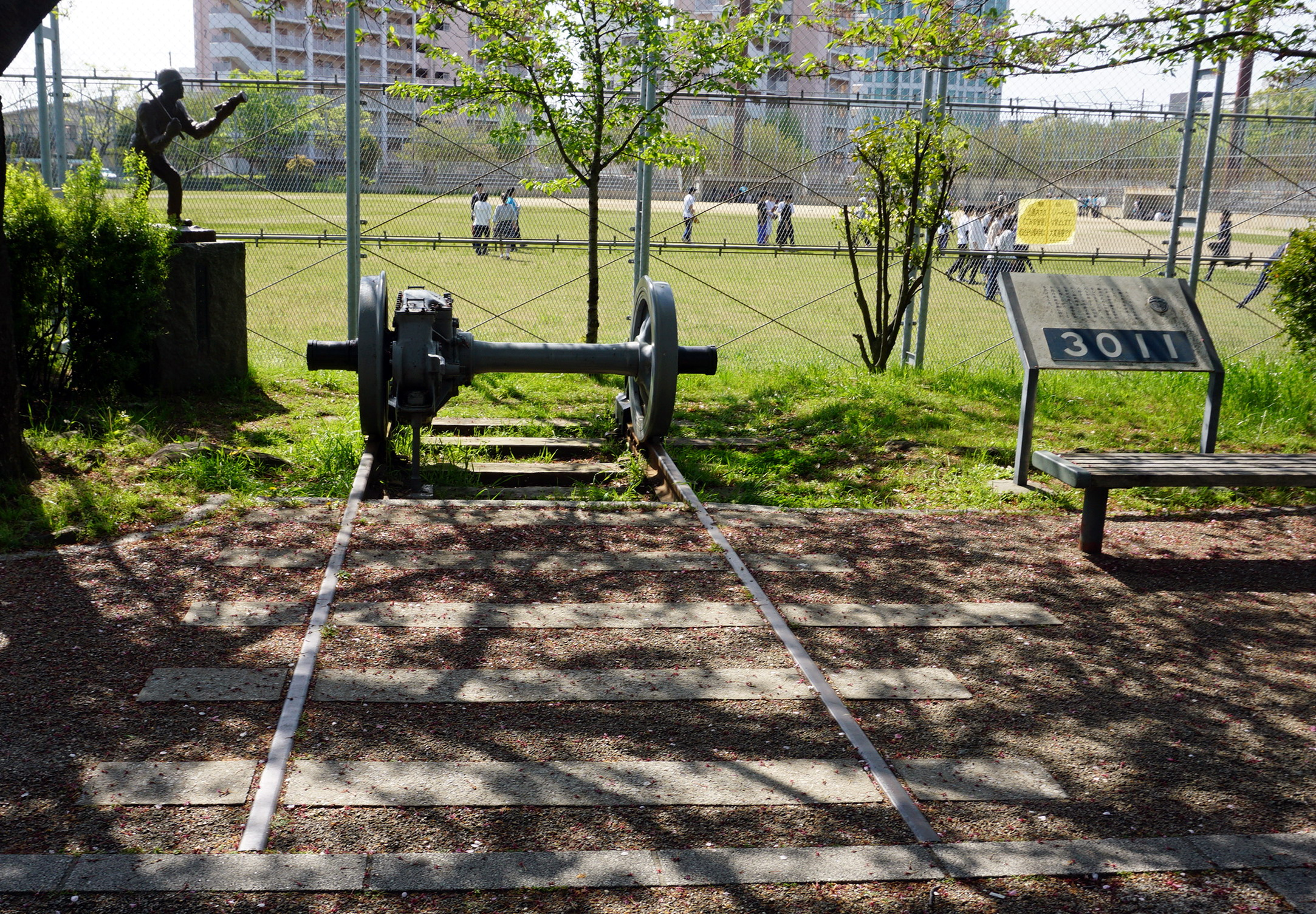
浅香中央公園にある我孫子検車場跡のモニュメント

当駅の中百舌鳥寄りには引き上げ線があり、かつては我孫子検車場と結んでいた出入庫線だったものの一部である。我孫子検車場は1954年に開設。続く工場施設が1962年に開設。御堂筋線車両だけでなく四つ橋線車両も合わせた大阪市交通局の一大主力車両基地であった。その後、四つ橋線の延伸に伴い新設の緑木検車場に一部業務を移管、中百舌鳥延伸時に新たな御堂筋線車両基地として中百舌鳥検車場が開設されたことで、我孫子検車場は閉鎖され、同時に出入口は封鎖された。我孫子検車場は運用時代から騒音などで沿線住民から移転するべきという声が多数あった事に加えて、御堂筋線は9両化(現在は大阪最長10両編成）を目指していたため、8両編成が限度だった我孫子検車場は廃止された。検車場への線路を引き上げ線として活用し、当駅発着の折り返し列車が平日朝ラッシュ時に設定されている。(2015年までは平日夕方～夜間にも折り返し列車が設定されていた) 2006年までは引き上げ線にて夜間留置も行われていたが、現在は行われていない。
検車場跡地には、浅香中央公園・住吉スポーツセンター・大阪市立我孫子南中学校等の文教施設が建設されている。浅香中央公園には、30系の3011号車（最終出庫車）の車両番号プレート等をはめ込んだ記念碑と車輪が置かれ、銅像が立っている。

## 利用状況
2024年11月12日の1日乗降人員は34,565人（乗車人員：17,451人、降車人員：17,114人）であり、御堂筋線の駅では20駅中16位（他線と合算しない単独駅では第10位）。周辺の駅と比較して乗降人員が多く、天王寺駅以南の御堂筋線の駅では隣の長居駅とほぼ同数である。
各年度の特定日利用状況は下表のとおり。なお1969・1995年度の記録については、それぞれ1970・1996年に行われた調査であるが会計年度上1969・1995年度となる。
| 年度               | 調査日   | 乗車人員 | 降車人員 | 乗降人員 | 出典          | 出典          |
| 年度               | 調査日   | 乗車人員 | 降車人員 | 乗降人員 | メトロ        | 大阪府        |
| ------------------ | -------- | -------- | -------- | -------- | ------------- | ------------- |
| 1966年（昭和41年） | 11月08日 | 14,160   | 12,756   | 26,916   |               | [ 大阪府 1 ]  |
| 1967年（昭和42年） | 11月14日 | 14,893   | 14,089   | 28,982   |               | [ 大阪府 2 ]  |
| 1968年（昭和43年） | 11月12日 | 15,492   | 13,225   | 28,717   |               | [ 大阪府 3 ]  |
| 1969年（昭和44年） | 01月27日 | 14,980   | 13,936   | 28,916   |               | [ 大阪府 4 ]  |
| 1970年（昭和45年） | 11月06日 | 15,673   | 14,731   | 30,404   |               | [ 大阪府 5 ]  |
| 1972年（昭和47年） | 11月14日 | 16,228   | 15,672   | 31,900   |               | [ 大阪府 6 ]  |
| 1975年（昭和50年） | 11月07日 | 15,961   | 15,047   | 31,008   |               | [ 大阪府 7 ]  |
| 1977年（昭和52年） | 11月18日 | 19,899   | 18,489   | 38,388   |               | [ 大阪府 8 ]  |
| 1981年（昭和56年） | 11月10日 | 22,538   | 21,332   | 43,870   |               | [ 大阪府 9 ]  |
| 1985年（昭和60年） | 11月12日 | 23,468   | 22,665   | 46,133   |               | [ 大阪府 10 ] |
| 1987年（昭和62年） | 11月10日 | 18,968   | 18,623   | 37,591   |               | [ 大阪府 11 ] |
| 1990年（平成02年） | 11月06日 | 17,718   | 17,189   | 34,907   |               | [ 大阪府 12 ] |
| 1995年（平成07年） | 02月15日 | 17,093   | 16,912   | 34,282   |               | [ 大阪府 13 ] |
| 1998年（平成10年） | 11月10日 | 17,591   | 16,508   | 34,099   |               | [ 大阪府 14 ] |
| 2007年（平成19年） | 11月13日 | 17,320   | 16,897   | 34,217   |               | [ 大阪府 15 ] |
| 2008年（平成20年） | 11月11日 | 17,341   | 16,847   | 32,188   |               | [ 大阪府 16 ] |
| 2009年（平成21年） | 11月10日 | 16,877   | 16,470   | 33,347   |               | [ 大阪府 17 ] |
| 2010年（平成22年） | 11月09日 | 16,707   | 16,421   | 33,128   |               | [ 大阪府 18 ] |
| 2011年（平成23年） | 11月08日 | 17,199   | 16,873   | 34,072   |               | [ 大阪府 19 ] |
| 2012年（平成24年） | 11月13日 | 16,838   | 16,406   | 33,244   |               | [ 大阪府 20 ] |
| 2013年（平成25年） | 11月19日 | 17,053   | 16,747   | 33,800   | [ メトロ 1 ]  | [ 大阪府 21 ] |
| 2014年（平成26年） | 11月11日 | 17,341   | 16,970   | 34,311   | [ メトロ 2 ]  | [ 大阪府 22 ] |
| 2015年（平成27年） | 11月17日 | 17,074   | 16,782   | 33,856   | [ メトロ 3 ]  | [ 大阪府 23 ] |
| 2016年（平成28年） | 11月08日 | 17,023   | 16,701   | 33,724   | [ メトロ 4 ]  | [ 大阪府 24 ] |
| 2017年（平成29年） | 11月14日 | 17,503   | 17,158   | 34,661   | [ メトロ 5 ]  | [ 大阪府 25 ] |
| 2018年（平成30年） | 11月13日 | 17,629   | 17,304   | 34,933   | [ メトロ 6 ]  | [ 大阪府 26 ] |
| 2019年（令和元年） | 11月12日 | 18,073   | 17,637   | 35,710   | [ メトロ 7 ]  | [ 大阪府 27 ] |
| 2020年（令和02年） | 11月10日 | 15,759   | 15,521   | 31,280   | [ メトロ 8 ]  | [ 大阪府 28 ] |
| 2021年（令和03年） | 11月16日 | 15,416   | 15,073   | 30,489   | [ メトロ 9 ]  | [ 大阪府 29 ] |
| 2022年（令和04年） | 11月15日 | 15,876   | 15,656   | 31,532   | [ メトロ 10 ] | [ 大阪府 30 ] |
| 2023年（令和05年） | 11月07日 | 16,559   | 16,209   | 32,768   | [ メトロ 11 ] | [ 大阪府 31 ] |
| 2024年（令和06年） | 11月12日 | 17,451   | 17,114   | 34,565   | [ メトロ 12 ] |               |

## 駅周辺

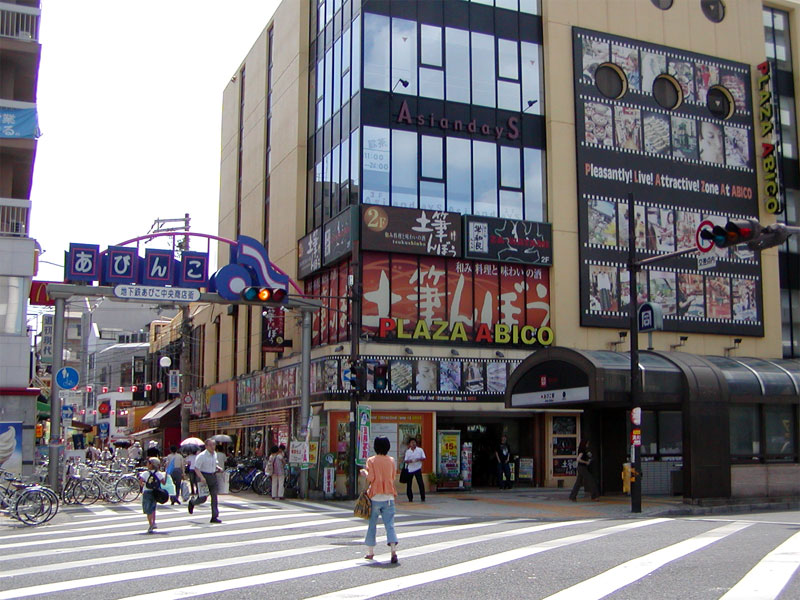
あびこ駅前。1号出入口（写真右）と地下鉄あびこ中央商店街（2008年7月）

周辺は商店街・スーパーマーケットやドラッグストア・マンション・医療機関が立ち並び、昼夜問わず人通りが多く賑やかである。また大学や高校が立地する関係で、学生・生徒が多い。かつて住吉区の中心部は南海線住吉大社駅周辺であったが、当駅の開業以後は急速に発展し商業的中心となっている。
2003年（平成15年）より年に一度、よさこい踊りを中心とした『あびんこ祭』を開催し地域発展に力を入れている。

### 社寺
- 吾彦山大聖観音寺（通称：あびこ観音）  - 日本最古の観世音菩薩寺院。
- 大依羅神社
- 神光寺

### 商業施設
- 地下鉄あびこ中央商店街
- プラザあびこ
- デイリーカナートイズミヤ 我孫子店
- ダイエー我孫子店・イオンフードスタイル
- サンディ あびこ店
- 業務スーパー我孫子店 - 以前は南海バスの乗り場があった場所にある。
- ライフあびこ店

### 学校
- 大阪公立大学杉本キャンパス - 大阪市立大学と併存、2025年度を以って大阪市立大学が閉学予定。
- 関西医療学園専門学校
- 大阪府立阪南高等学校
- 大阪府教育センター附属高等学校（旧・大阪府立大和川高等学校）
- 大阪市立我孫子中学校
- 大阪市立東我孫子中学校
- 大阪市立我孫子南中学校
- 大阪市立依羅小学校
- 大阪市立苅田小学校
- 大阪市立苅田南小学校
- 大阪市立苅田北小学校

### 金融機関
- 郵便局（ゆうちょ銀行代理店）
  - 住吉我孫子東郵便局
  - 住吉我孫子郵便局
  - 住吉苅田郵便局
- 三菱UFJ銀行北畠支店あびこ出張所
- りそな銀行我孫子支店
- 関西みらい銀行住吉支店 - りそな銀行我孫子支店との共同店舗。
- 関西みらい銀行長居支店 - りそな銀行我孫子支店との共同店舗。
- 大阪厚生信用金庫我孫子支店

### 医療機関
- あびこ病院

### その他
- 我孫子公園
- 浅香中央公園
- 大阪市立住吉スポーツセンター（2010年から2015年まで、Bリーグの大阪エヴェッサがホームアリーナとして使用した）
- JSS住吉スイミングスクール
- 大阪市立苅田南保育所
- 大阪市立浅香東保育所
- ひまわり幼稚園・ひまわり乳児保育園
- 四恩学園（保育園・乳児保育園・児童養護施設・乳児院）
- 海外産業人材育成協会 (AOTS) 関西研修センター
- 西日本旅客鉄道（JR西日本）阪和線 我孫子町駅（当駅から西へ約500メートル）

## バス路線
最寄停留所は地下鉄あびこ、地下鉄あびこ駅前となる。以下の路線が乗り入れ、大阪シティバスおよび北港観光バスにより運行されている。
地下鉄あびこ
- 大阪シティバス
  - 54A号系統：鷹合団地前行
  - 54B号系統・54D号系統：住吉車庫前行
  - 63号系統：浅香行 / あべの橋行
  - 65号系統：矢田行基大橋行 / 府立総合医療センター行

地下鉄あびこ駅前
- 北港観光バス
  - あびこ天美北線：天美北2丁目行

## 隣の駅
( ) 内は駅番号を示す。
大阪市高速電気軌道（Osaka Metro）
 御堂筋線
長居駅 (M26) - あびこ駅 (M27) - 北花田駅 (M28)

### 記事本文